# عنکبوت‌کش عینکی
عنکبوت‌کش عینکی (نام علمی: Arachnothera flavigaster) گونه‌ای از پرندگان خانواده شهدخواران است که در برونئی، اندونزی، مالزی، سنگاپور، تایلند و ویتنام یافت می‌شود. زیستگاه‌های طبیعی آن جنگل‌های جلگه‌ای نمناک نیمه‌گرمسیری یا گرمسیری و جنگل‌های کوهستانی نمناک نیمه‌گرمسیری یا گرمسیری است. این هم بزرگ‌ترین عنکبوت‌کش و هم بزرگ‌ترین نماینده کل خانواده شهدخواران است. طول کل این گونه حدود ۲۲ سانتیمتر (۸٫۷ اینچ) است و توده بدن حدود ۳۸٫۴ تا ۴۹ گرم (۱٫۳۵ تا ۱٫۷۳ اونس) است.